# Brian Krause
Brian Jeffrey Krause (El Toro, Condado de Orange; 1 de febrero de 1969) es un actor estadounidense.

## Biografía
Creció en El Toro, Condado de Orage, California. Su personaje más conocido es Leo Wyatt, de la serie de televisión de Aaron Spelling y WB Television Network Charmed ( Embrujadas en España), junto a Alyssa Milano, Rose McGowan, Holly Marie Combs y Shannen Doherty.
Antes de dedicarse a la actuación, Krause realizó varios trabajos de media jornada, como conductor de camión. Su debut cinematográfico fue en la película Return to the Blue Lagoon (1991). Un año después protagonizó, al lado de Alice Krige, la película Sleepwalkers.
Desde la conclusión de Charmed, el actor ha participado en varias producciones televisivas, entre ellas el telefilme Devil's Diary, con Alexz Johnson. Krause pronto será visto como el personaje principal en la película independiente Cyrus. Otros créditos de televisión del actor son: Highway to Heaven (1989), Tales from the Crypt (1993), Bandit (1994), Recuerdos de familia (Family Album, 1994), Walker, Texas Ranger (1995) Embrujadas (Charmed, 1998) y Castle (2010).
Además Krause ha intervenido en El regreso al Lago Azul (Return to the Blue Lagoon, 1991) con Milla Jovovich, An American Summer (1991), Nowhere to Hide (2009), The Gods of Circumstance (2009) y Growth (2009), You're so Cupid (2010). Además participó en la película de las compañías Syfy y New Horizons Corps Camel Spiders como un soldado de la armada estadounidense.

## Vida personal
Krause contrajo matrimonio en 1996 con Beth Bruce y tuvieron a su primer hijo, Jamen. Se divorciaron en 2000. Brian Krause reside actualmente en el Valle de San Fernando (California). En sus ratos libres se divierte reparando cosas, jugando al golf y le apasionan las carreras de coches. Otras de sus aficiones son el baloncesto, el béisbol, el fútbol y excursiones con sus perros. Es también un amante de la música y le gusta tocar la guitarra y la armónica.